# Rospodotto

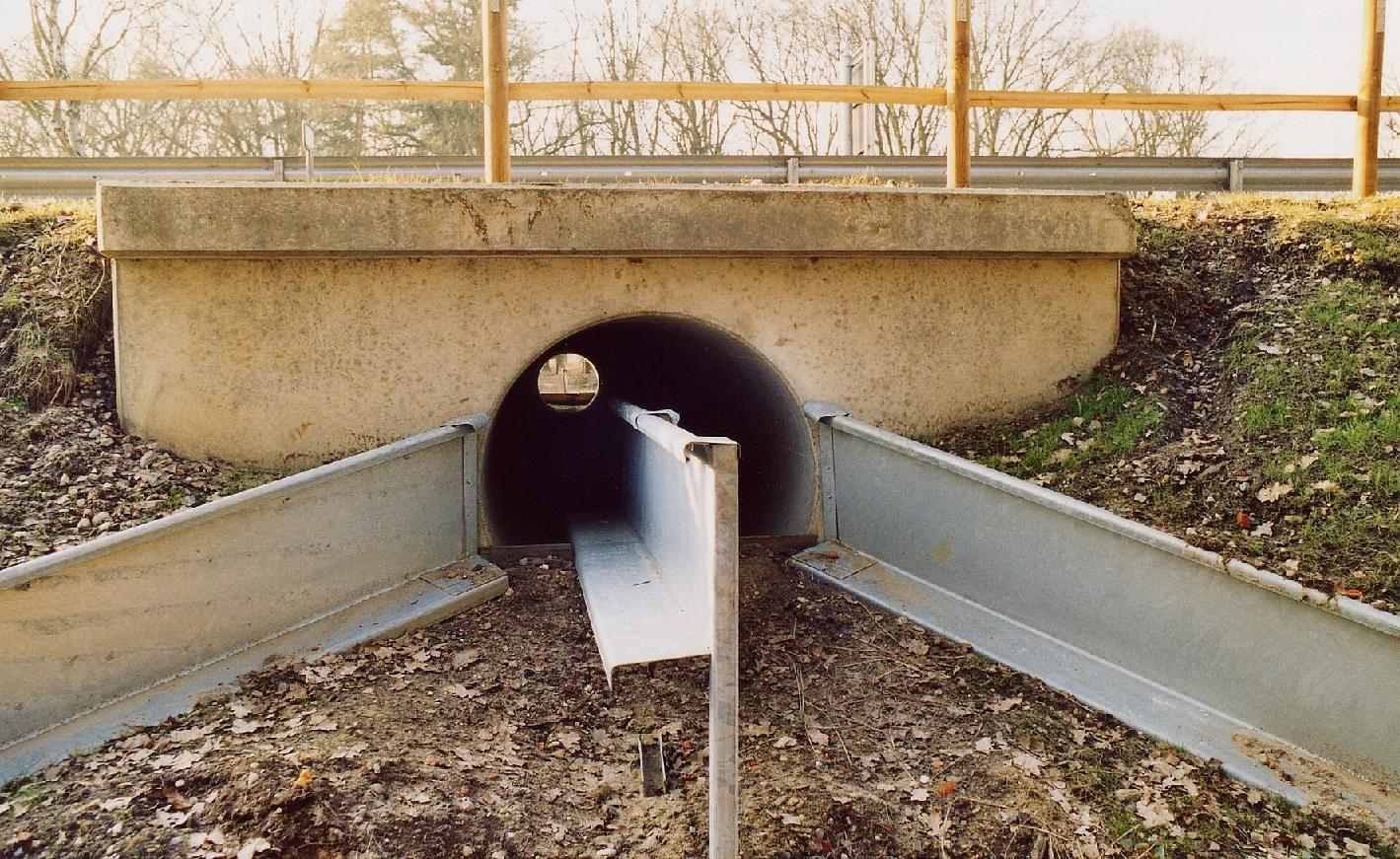
Un rospodotto costruito nel 2003 nel nord della Germania

Un rospodotto (o passaggio per anfibi) è un passaggio o sottopassaggio artificiale per anfibi che viene predisposto lungo le strade extraurbane in cui si verifica un passaggio di rospi che in primavera escono dalle tane invernali a cercare acque ferme per la riproduzione. In genere è costituito da un tubo, con diametro di almeno 40 cm, solitamente in cemento, spesso corredato da recinzioni di “invito” volte a convogliare gli anfibi  verso il passaggio. È preferibile che il tubo di passaggio abbia base piana con sezione rettangolare, che facilita maggiormente il transito dei rospi rispetto alla sezione circolare. Inoltre, è opportuna la presenza di vegetazione presso gli imbocchi del passaggio, per creare un ambiente più riparato e ombreggiato.
Le ore preferite dagli anfibi sono quelle serali, quando la scarsa visibilità non consente agli automobilisti di passaggio di notarli e ne vengono irrimediabilmente schiacciati a centinaia. Oltre al danno ambientale dovuto alla decimazione, si verifica anche un forte pericolo, poiché il fondo stradale diviene scivoloso e causa frequenti incidenti.
Tra i primi rospodotti in Italia vi è quello di Rivarossa, costruito dall'Ente Parchi del Canavese nel 1997, su segnalazione delle Guardie Ecologiche locali.
Un rospodotto importante è quello che collega Avigliana con il Lago Grande,che si avvale della collaborazione di volontari della Città Metropolitana di Torino. Altri rospodotti si trovano in provincia di Bergamo e Treviso.
I rospodotti sono solo alcuni dei passaggi artificiali creati a tutela della fauna.